# Liste der Monuments historiques in Sorbier
Die Liste der Monuments historiques in Sorbier führt die Monuments historiques in der französischen Gemeinde Sorbier auf.

## Liste der Objekte
| Bezeichnung | Beschreibung          | Standort                        | Kennzeichnung | Schutzstatus | Datum | Bild |
| ----------- | --------------------- | ------------------------------- | ------------- | ------------ | ----- | ---- |
| Glocke      | Bronze, gegossen 1460 | in der Kirche Notre-Dame (Lage) | PM03000486    | Classé       | 1902  |      |